# Ephippianthus
Ephippianthus är ett släkte av orkidéer. Ephippianthus ingår i familjen orkidéer.
Kladogram enligt Catalogue of Life:
| Ephippianthus | \| \| Ephippianthus sachalinensis \| \| \| \| \| \| Ephippianthus sawadanus \| \| \| \| |
|               | \| \| Ephippianthus sachalinensis \| \| \| \| \| \| Ephippianthus sawadanus \| \| \| \| |
|               | Ephippianthus sachalinensis                                                             |
|               |                                                                                         |
|               | Ephippianthus sawadanus                                                                 |
|               |                                                                                         |

## Bildgalleri

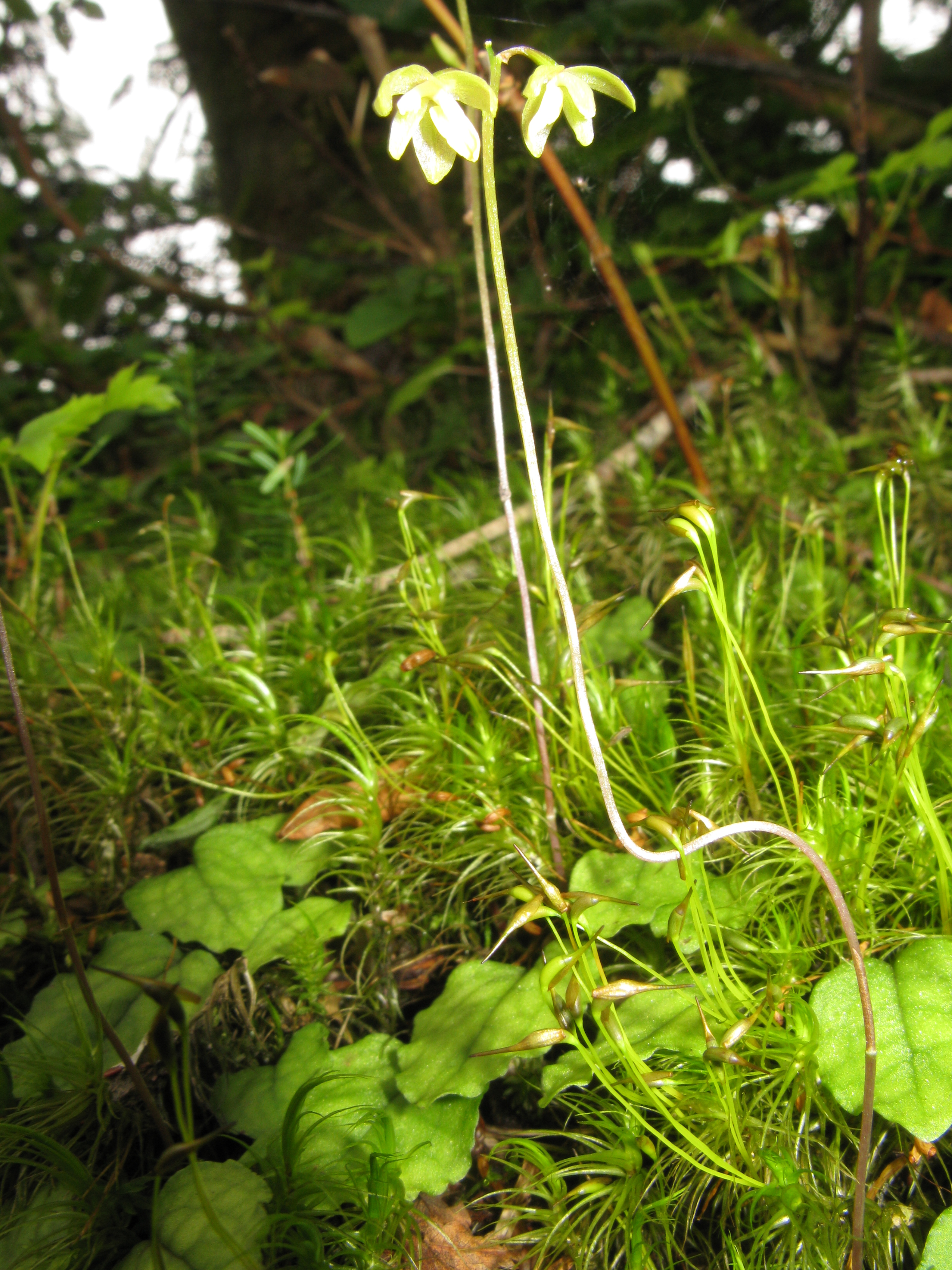